# 克莱尔市 (南达科他州)
克莱尔市（英語：Claire City），是美国南达科他州下属的一座城市。根据2010年美国人口普查，该市有人口77人。论人口在本州排行第250。